# Parafia św. Anny w Długołęce
Parafia pw. św. Anny w Długołęce – parafia rzymskokatolicka z siedzibą w Długołęce, należąca do dekanatu Nowogard, archidiecezji szczecińsko-kamieńskiej, metropolii szczecińsko-kamieńskiej. W parafii posługują księża diecezjalni. Według stanu na lipiec 2024 administratorem parafii był ks. Marcin Duda.

## Kościół parafialny
Kościół św. Anny w Długołęce

## Kościoły filialne
- Kościół Podwyższenia Krzyża Świętego w Godowie[1]
- Kościół Matki Bożej Nieustającej Pomocy w Redle[1]
- Kościół Chrystusa Króla w Wyszomierzu[1]